# Галерија грбова Српске
Галерија грбова Српске обухвата актуелни амблем Републике Српске, као и грбове везане за прошлост ове Републике, те грбове њених градова и општина.

## Грб и амблем Републике Српске
- Амблем
 Републике Српске 
 (2007– )
- Приједлог грба
 Републике Српске 
 (из 2007)
- Грб
 Републике Српске 
 (1992–2007)

## Општине и градови Српске

### Грбови градова
- Грб града
 Бања Лука
- Грб града
 Бијељина
- Грб града
 Добоја
- Грб града
 Зворник
- Грб града
 Источног Сарајева
- Грб града
 Приједора
- Грб града
 Требиња

### Грбови општина
- Грб општине
 Берковићи
- Грб општине
 Билећа
- Грб општине
 Братунац
- Грб општине
 Брод
- Грб општине
 Вишеград
- Грб општине
 Власеница
- Грб општине
 Вукосавље
- Грб општине
 Градишка
- Грб општине
 Дервента
- Грб општине
 Источна Илиџа
- Грб општине
 Источни Дрвар
- Грб општине
 Источни Мостар
- Грб општине
 Источни Стари Град
- Грб општине
 Источно Ново Сарајево
- Грб општине
 Језеро
- Грб општине
 Кнежево
- Грб општине
 Козарска Дубица
- Грб општине
 Костајница
- Грб општине
 Котор Варош
- Грб општине
 Крупа на Уни
- Грб општине
 Купрес
- Грб општине
 Лакташи
- Грб општине
 Лопаре
- Грб општине
 Љубиње
- Грб општине
 Милићи
- Грб општине
 Модрича
- Грб општине
 Мркоњић Град
- Грб општине
 Невесиње
- Грб општине
 Нови Град
- Грб општине
 Осмаци
- Грб општине
 Оштра Лука
- Грб општине
 Пале
- Грб општине
 Пелагићево
- Грб општине
 Петровац
- Грб општине
 Петрово
- Грб општине
 Прњавор
- Грб општине
 Рибник
- Грб општине
 Рогатица
- Грб општине
 Соколац
- Грб општине
 Србац
- Грб општине
 Сребреница
- Грб општине
 Станари
- Грб општине
 Теслић
- Грб општине
 Трново
- Грб општине
 Угљевик
- Грб општине
 Фоча
- Грб општине
 Хан Пијесак
- Грб општине
 Чајниче
- Грб општине
 Челинац
- Грб општине
 Шековићи
- Грб општине
 Шипово

## Грб Брчко Дистрикта
Према Статуту Брчко Дистрикта, овај дистрикт нема свој властити грб већ за потребе Дистрикта користи грб државе Босне и Херцеговине. Осим државног грба, дистрикт користи и неке посебне грбове за своје агенције.
Ранија општина Брчко је имала свој грб, који је пар пута мијењала.